# Lumbier
Lumbier là một đô thị trong tỉnh và cộng đồng tự trị Navarre, Tây Ban Nha. Đô thị này có diện tích là 57,4 ki-lô-mét vuông, dân số năm 2007 là người với mật độ 24,34 người/km². Đô thị này có cự ly 38 km so với tỉnh lỵ Pamplona.